# Re:從零開始的異世界生活
《Re:從零開始的異世界生活》，簡稱《Re:Zero》，是由長月達平撰写，大塚真一郎绘圖的日本輕小說作品。故事以一名从便利店回家的途中突然发现自己来到了异世界的蛰居族菜月昴为中心。该作品最初于2012年4月起在投稿網站「成為小說家吧」連載，後來在2014年經由KADOKAWA旗下的MF文庫J整理出版。
正傳前三章的改編漫画已出版完毕，第四章正在連載當中。第一章由Matsuse Daichi（マツセダイチ）创作，于2014年6月至2015年3月由KADOKAWA出版；第二章由楓月誠创作，于2014年10月至2017年9月由史克威爾艾尼克斯出版；第三章由松江大一创作，于2015年5月至2019年9月由KADOKAWA出版。此外，KADOKAWA还于2016年出版了一部漫画选集。2016年4月4日至2016年9月19日，由WHITE FOX改编的电视动画播出。根据该系列改编的两部OVA的分别于2018年10月6日和2019年11月8日推出。2017年3月，游戏开发商5pb.发布了根据该系列改编的视觉小说。第二季动画原定于2020年4月首播，但由于2019冠状病毒病疫情的影响而推迟到2020年7月。第二季采用分播形式播出，前半部分于2020年7月8日至9月30日播出，后半部分于2021年1月6日至3月24日播出。
本作轻小说销量超过1100万册，系列动画的BD和DVD销量超过6万。在东南亚和南亚，该系列由木棉花国际授权。英文版轻小说和改编漫画均由Yen Press在北美出版；繁體中文版由青文出版社發行及出版；陆版中文版由天闻角川发行。轻小说因其对“异世界”概念的创新而受到赞誉，而动画则因其登场角色的各种行为和个性而受到评论家的称赞。系列动画获得了2015-2016年Newtype Anime Awards和2017年SUGOI JAPAN Award，并获得了Crunchyroll动画奖的2016年年度动画（Anime of the Year）、2021年最佳幻想作品（Best Fantasy）等多项奖项。

## 故事內容
第一章：怒濤般的一日（小說：第1卷，漫畫：全2卷（全11話），動畫：第1季（第1－3集）；新編集版（第1－2集））
身為家裡蹲的日本高三生菜月昴在從便利商店回家途中，意外被傳送到異世界，因為人生地不熟加上沒得到任何特殊能力而不敵街邊惡霸欺凌，直到一名自稱「莎缇拉」的銀髮少女與她的猫精靈帕克出手解救他。為了報恩，昂幫助莎缇拉尋找失物，但卻在途中雙雙遇襲死亡。而本應死去的昂卻返回幾小時前、自己剛來到異世界的時刻，進而發現自己擁有死後重來的「死亡回歸」的特殊能力。經過多次死亡回歸來累積經驗，昴伴隨銀髮少女成功擊退敵人並奪回失物，但自己也因此受重傷，同時得知少女真名為「爱蜜莉雅」。
第二章：動盪的一週（小說：第2－3卷，漫畫：全4卷（全19話），動畫：第1季（第4－11集）；新編集版（第3－6集））
昴醒來時發現自己身在羅茲瓦爾伯爵的宅邸，首先認識雙胞胎女僕——拉姆和雷姆，以及守護宅邸禁書庫的精靈碧翠絲。昂爭取以男僕身分入住宅邸開始新生活，然而一週後早上醒來卻發現自己再度「死亡回歸」，回到剛入宅邸的首日一早。昂暗中調查自己死因的同時，身上的「魔女餘香」卻逐漸增強，導致雷姆因為童年的悲慘遭遇，對昂原本溫順的態度轉為具有敵意；似乎一切源於昂的「死亡回歸」能力來自於「嫉妒魔女」。經歷幾次回歸，昂最終查出害死他的真兇是徘徊在宅邸鄰村附近的「魔獸」，並聯合宅邸等人的力量將之擊退，期間捨身保護雷姆的英勇舉動，也成功讓雷姆對自己解除戒心。
第三章：再訪王都（小說：第4－9卷，漫畫：全11卷（全53話），動畫：第1季（第12－25集）、第2季（第26集）；新編集版（第7－13集））
戰勝魔獸過去一個月，身為當屆王選候選人之一的愛蜜莉雅接到指示前往王都，昴在雷姆的陪同下堅持隨行。在王都，昴結識眾王選候選人與各自的騎士，決心幫助愛蜜莉雅爭取到王位，然而自封「騎士」的表現非但盡失顏面，還導致與愛蜜莉雅的友情受挫。後來，先回宅邸的愛蜜莉雅受異端組織「魔女教」威脅，昂試圖阻止悲劇發生卻一再地死亡，甚至三大魔獸之一的「白鯨」也擋在他的面前。連串的失敗使昂心生逃避之念，但在雷姆的鼓勵下重燃鬥志，號召及遊說王都的各陣營與人馬出力討伐白鯨，同時掃蕩覬覦宅邸與村子的魔女教。經過一番激鬥與死亡回歸後，昴最終撥亂反正打敗「怠惰」大罪司教，成功與愛蜜莉雅重修舊好，然而代價卻是雷姆被「暴食」大罪司教襲擊，奪去「记忆」與「名字」陷入沉睡。
第四章：永遠的契約（小說：第10－15卷，漫畫：59話（連載中），動畫：第2季（第27－50集））
昴與愛蜜莉雅從王都帶著避難村民與沉睡的雷姆歸來，決定前往拉姆、羅茲瓦爾與其他避難村民所在的「聖域」，然而進去後卻被告知當地被特殊結界籠罩，必須完成面對「強欲魔女」的三場試煉才能解除。愛蜜莉雅被迫挑戰試煉卻屢次失敗，加上帕克“不告而別”，身心遭到重大打擊。昴意外獲得試煉資格，卻陸續面對輪番的危機。無論是聖域與宅邸都大敵當前，包含魔獸「大兔」與羅茲瓦爾找來考驗昴的傭兵，讓死亡回歸一再地發生。昴不想失去任何一人，卻始終無法敲開碧翠絲的心房。直到藉由試煉中的重新摸索與摯友奧托的協助，昴找到新的出路，成功解救宅邸並將碧翠絲帶出。愛蜜莉雅也以昴的真情告白為助力，正視自己埋沒的過去而通過試煉。昴與碧翠絲聯手擊退大兔，順利解除聖域的困境。
第五章：鐫刻歷史的群星（小說：第16－20卷，漫畫：11話（連載中），動畫：第3季（第51－66集））
離開聖域後過去一年，愛蜜莉雅陣營受邀前往有「水門都市」之稱的「樸利斯提拉」，而王選五大候選人基於不同的目的在都市齊聚一堂。然而歡快的氣氛很快被打斷，魔女教的「憤怒」、「強欲」、「色慾」與「暴食」大罪司教一同襲來，佔領都市要點並大肆破壞。各方人馬匯集起來抵抗，卻在敵方的強大攻勢下被逼入絕境、傷亡慘重，而「強欲」更是擄走愛蜜莉雅慾娶其為妻。為了扭轉戰局，昴以「英雄」身份透過全市廣播發表振奮士氣、激勵人心的演說，安排共同戰線的戰力、兵分四路擊破敵人。而我方最強戰力萊茵哈魯特歸來，昴伴隨他一同擊破「強欲」並救出愛蜜莉雅，另一邊落敗的「憤怒」也被捕獲，唯獨讓「色慾」與「暴食」逃跑，並留下大量受害者。
第六章：記憶的迴廊（小說：第21－25卷，動畫：第4季）
樸利斯提拉攻防戰結束後，昴一行人啟程前往位於東方盡頭的「普萊迪斯監視塔」，欲請傳說中的「賢者」幫忙解惑，以解救「色慾」與「暴食」的所有受害者，並喚醒沉睡至今的雷姆；而拉姆也逐漸認可雷姆作為其妹妹的存在而加入旅程。在跨越魔獸橫行以及充斥“沙時間”的奧吉拉沙丘後，昂一行人成功突破重圍抵達監視塔，遇到與傳說相去甚遠的「賢者」夏烏拉，仰視昴為師傅的夏烏拉告知若想得到智慧則必須接受塔內的三項「試驗」。尋找攻略法的昂突然在一夜之間“失憶”，尋找記憶過程中發現他們之中藏著一名叛徒。在此同時，「暴食」三兄妹率領魔獸群襲擊監視塔、破壞試驗過程，迫使昂為了拯救全員只能重複以「死」試法，並找到害自己失憶的元兇，將丟失的記憶與各處戰鬥中的同伴重新聚首。
第七章：狼之國（小說：第26－33卷）
在解決完普莱迪斯监视塔的事件後，因不明原因的黑影從地下爆發，昴與雷姆以及突然出現的暴食司教路伊‧阿爾尼普被傳送至神聖佛拉基亞帝國的巴德海密林，經過一連串與雷姆和帝國士兵的衝突，得知了帝國內部的混亂與政變，目前正與修德拉克之民以及原帝國77代皇帝—文森·亞伯克斯計畫攻克帝國奪回王位。
第八章：文森特·佛拉基亞（小說：第34－38卷）
昴一行人在攻入水晶宮後得知，政變的一切因星詠預言的世界四大災——帝國的「大災」將由皇帝之死引發，但帝國九神將之四—奇夏，透過自身的死亡改變皇帝的命運。同時間，由數年前在亞人戰爭中被確立死亡的魔女—史芬克絲率領一眾帝國屍兵攻入水晶宮，為了實現被造物的使命以及向天敵——普莉希拉·跋利耶爾復仇，而成為了帝國的大災—「屍人災害」。最終昴一行人透過普利希拉的犧牲取得了先機打敗了化作強欲魔女的史芬克斯，但這一抹烈紅色傷痕將會存於眾人的心中。
第九章：無名的星光（小說：第39卷－至今）
在結束了帝國的事件，艾蜜莉雅陣營各自分開前去處理與普利希拉相關的後事，昴、碧翠絲、加菲爾、佩特拉與阿爾迪巴蘭一同前去普勒阿得斯監視塔尋找普利希拉的死者之書，來滿足阿爾的願望。在塔中迎接他們的是前去調查的菲魯特陣營。然而這是阿爾迪巴蘭所設下的陷阱，在封印昴與碧翠絲之後，名為阿爾迪巴蘭存在的追隨星展開了成為自己的一連串行動。

## 用語

### 能力
加護（Divine Protection）
生命在出生時從世界得到的祝福，是來自這個世界的福音；亦即來自異世界的人不會有加護，例如：菜月昴和阿爾德巴蘭。由於種類過多而無法一概而論，但有一定會被賦予的種族加護，如地龍族「避風的加護」。大多數人在誕生時並沒有加護，而擁有加護的人就算不被告知也會有受到加護的自覺。
加護的比例：約百人中有一人擁有沒用或用不到的加護，約千人中有一人擁有有用或用得到的加護，約萬人中有一人擁有稀有的加護，約十萬人中有一人擁有非常有用或非常方便的加護，約百萬人中有一人擁有世上唯一的加護（某種加護在世上只有自己擁有的意思），而能使用複數加護的更是千萬人中才有一人。所以在這個世界中，常識上不會預期自己能遭遇會使用複數加護的人。。
若兩加護效果相反（如必中與必閃避），則加護效果會互相抵消，雙方剩下純粹的技術比拚。
目前唯有「劍聖」萊因哈魯特能夠後天獲得加護。
另外根據讀者問答Q&A，作者表示:權能的優先級別大於加護，不存在能夠戰勝權能效果的加護。也不存在能夠看破權能具體效果的加護。
賦予加護的存在是世界根源「歐德·拉格納」。
根據讀者問答Q&A，作者表示：權能和加護無法共存，獲得權能的人，其身上之前所擁有的加護會消失。網路版第六章第75話，「暴食」司教之一的「飽食」路伊·阿爾尼普也將賦予權能的「魔女因子」形容為世界的根源「歐德·拉格納」對立面的存在。
魔法（Magic）
利用生物體內負責控制魔力進出的「門」所施展的能力，共有火、水、風、土四種基本屬性，以及陰、陽兩種稀有屬性。
其中火屬性負責熱量與溫度的變化控制，水屬性掌管生命與治癒，風屬性控制生物體外的活動，土屬性控制生物體內的活動。此外陰屬性主要是妨礙及弱化對手的相關減益魔法，陽屬性為支援及強化的相關魔法。魔法強度在抵達各自屬性的頂點後，會被給予對應屬性的顏色作為稱號（精靈除外）。
在露格尼卡，「青」被授予菲莉絲，而「赤」、「綠」和「黃」都是羅茲瓦爾，「黑」與「白」則空席。
精靈術（Spirit Magic）
原理與魔法類似，但精靈術是藉由大氣中的魔力來使用法術，而非施術者自身體內的魔力，因此沒有用到「門」，不受「門」的大小與數量限制而影響資質。精靈術的強大與否取決於締結契約的精靈位格，但能與精靈訂契約的人就已經算是罕見，威力強大的精靈更是稀少，因此難以和魔法比較優劣。使用精靈術的人被稱為精靈使（Spirit User）。
咒術（Curse）
以擾亂他人為前提的術法，魔法與精靈術的亞種，使用負擔比魔法大。發源於北方古斯提克王國，因完成度有所欠缺而未被世人承認。根據咒術不同，可以讓對像被病魔入侵、禁錮行動到一定的程度，或是單純奪取他人性命。咒術的施放必須要接觸到目標對象，發動後便無可防範，但發動前僅為術式型態，可事先解除。
魔力（Mana）　另譯：瑪那
可由魂力和世界魔法之源製造，是充斥於整個大氣的魔法之力。人類可以透過「門」將其蓄積於體內用於使用魔法，同時也是精靈生存的能量源。魔力可以說是生命力的替代。將魔力強行持續吸出的話，會讓人衰弱而死。
魂力（Od）　另譯：歐德
與魔力相反，是原本就在生物體內的力量，概念上類似靈魂之力、生命之力。雖與魔力有相同的功能，但總量是固定的，而且它也能生產些許魔力。魂力被消耗後便不會再恢復，是實質意義上的削減生命。
門（Gate）
本作的特有概念，類似某種器官的存在，用以連接身體內外。人類可以通過門獲取魔力，通過門放出魔力，形成一條完整的生命線。門一旦受損，會導致生物體內循環魔力流動停滯、生命循環出現障礙而引發手腳沉重等問題。門有可能先天上出現障礙。例如有人生下來就不能自由地打開或關閉門。
歐德·拉格納（Od Raguna）
有如世界根源的「存在」，世界的中心，防止世界被破壞的機制，同時也是賦予「加護」的源頭。魔力的儲存庫和源頭，所有的魔力終將回歸歐德·拉格納，並且不斷的循環。又被稱作「靈魂的搖籃」、「記憶的迴廊」，也是過濾靈魂的場所，一切死者的靈魂通過「歐德·拉格納」循環，把沾染了人生漫長道路的記憶與曆史的汙穢給清洗掉，成為嶄新的存在，之後重新獲得新的人生。
網路版第六章第75話，「暴食」司教之一的「飽食」路伊·阿爾尼普將「魔女因子」形容為世界根源「歐德·拉格納」對立面的存在。與「魔女因子」結合的人而展現的權能，有一些會對世界根源「歐德·拉格納」進行不同程度的干涉；例如:「暴食」司教的「暴食」權能、「憤怒魔女」密涅瓦的「憤怒」權能「破壞後再生」、菜月昴的權能「死亡回歸」。
讀者問答Q&A，提問萊茵哈魯特VS歐德·拉格納的話?，作者回答:「歐德·拉格納」並不是持有意志的生命體、並不會和特定的誰敵對。像是太陽一樣的存在。不過就算要打也是萊茵哈魯特的勝利。
給予菜月昴能夠回溯世界時間的權能「死亡回歸」的「嫉妒魔女」莎緹拉定位上是比「歐德·拉格納」更加上位的存在。
前代『傲慢』司教史泰德·佛拉基亞認為這個世界是一個類似箱庭的世界，有人在這箱庭世界的外側看戲。
魔女因子（Witch Genes）
賦予大罪魔女、大罪司教、菜月昴權能的某種「存在」。目前「怠惰」與「強欲」在菜月昴身上；「暴食」、「憤怒」、「色欲」還在各自所屬的大罪司教身上；「傲慢」下落不明，不過在網路版第六章第75話，「暴食」司教之一的「飽食」路伊·阿爾尼普表示「怠惰」司教貝特魯吉烏斯先前提到「傲慢」因子已經傳送到了，當代「傲慢」已經誕生，六個大罪的席次已經填滿。
第五章後，菜月昴持有「怠惰」與「強欲」還有未知名稱的魔女因子一共三種魔女因子。，並且「怠惰」權能與「強欲」的權能已經覺醒。
第六章中，「暴食」司教之一的「飽食」路伊·阿爾尼普將魔女因子形容為世界根源「歐德·拉格納」對立面的存在。
本來靈魂的過濾作業是由「歐德·拉格納」進行，但是「暴食」司教利用「暴食」權能擅自代理完成「歐德·拉格納」靈魂的過濾作業。然後，把剝奪的記憶放進自己體內，在利用「暴食」權能的「月蝕」和「日蝕」重現。
「憤怒魔女」密涅瓦的「憤怒」權能是破壞後再生，破壞力與再生力成正比。發動此權能違背因果論故需強大魔力，必須強制自世界根源「歐德·拉格納」抽取魔力使用而導致世界魔力突然失衡，所以每次使用能力就會在其他地方發生災難。
菜月昴以自身死亡為條件便會啟動權能「死亡回歸」，直接將整個世界的時間回溯，因此菜月昴在異世界死後，靈魂無法經過世界根源「歐德·拉格納」進行過濾的作業。
權能（Authority）
大罪魔女、大罪司教、菜月昴透過與魔女因子結合所獲得的能力。能力名由大罪魔女、大罪司教、菜月昴命名，例如菜月昴的「死亡回歸」；貝特魯吉烏斯·羅曼尼康帝的「不可視之手」、「怠惰（網路版）」；雷格魯斯·柯尼亞斯的「獅子的心臟」、「小國王」；艾姬多娜的「睿智之書」等。
另外即使是相同的魔女因子，跟不同人結合所產生的權能也是因人而異。例如先後跟「貪婪」魔女因子結合的以下幾人，「貪婪」魔女艾姬多娜的權能「睿智之書」；「貪婪」司教雷格魯斯·柯尼亞斯的權能「獅子的心臟」；菜月昴的「貪婪」權能「科爾·雷奧尼斯（Cor Leonis）」。
根據讀者問答Q&A，作者表示：權能的優先級別大於加護，不存在能夠戰勝權能效果的加護。也不存在能夠看破權能具體效果的加護。web版第六章第68話碧翠絲將權能形容成類似加護的上位替代。
根據讀者問答Q&A，作者表示：權能和加護無法共存，獲得權能的人，其身上之前所擁有的加護會消失。第六章中，「暴食」司教之一的「飽食」路伊·阿爾尼普也將賦予權能的「魔女因子」形容為世界根源「歐德·拉格納」對立面的存在。
與「魔女因子」結合的人而展現的權能，有一些會對世界根源「歐德·拉格納」進行不同程度的干涉；例如:「暴食」司教的「暴食」權能、「憤怒魔女」密涅瓦的「憤怒」權能「破壞後再生」、菜月昴的權能「死亡回歸」。
死亡回歸（Returns by Death）
被召喚至異世界的昴得到的唯一能力，賦予他在死亡後能重新回歸至一個時間點的時間回溯力量，但死亡之際的痛苦無法免除。昴本人不能決定回溯的時間點，需要回溯過後才會知道，儲存點會根據不同事件而有所改變。死亡回歸後除了記憶外的一切都不能被保有，但「魔女的殘香」濃度會隨著死亡回歸次數而增加。
這項能力來自於魔女莎緹拉，昴無法以任何形式告訴別人關於這項能力的任何事，包含過去所有回溯前的經歷。一旦昴想這麼做，他就會被只有自己才能感覺的「魔女之手」掐緊心臟，同時「魔女的殘香」會激增變得極為濃密。若仍不顧阻止強行告知它人，則聽聞告知而知情者或昴本人會被魔女之手殺死，這是為了保護昴避免被有心人士覬覦。
根據讀者問答Q&A，作者表示：死亡回歸也歸類為權能的一種。
在第六章，已經確認菜月昴持有三種魔女因子。其中已知名稱的「怠惰」因子和「貪婪」因子之外；還有一個尚未確認名稱的魔女因子，而「死亡回歸」來自尚未確認名稱的魔女因子所產生的權能。
菜月昴以自身死亡為條件，便會啟動權能「死亡回歸」，直接將整個世界的時間回溯，因此菜月昴在異世界死後，靈魂無法經過「歐德・拉格納」進行過濾的作業。
『嫉妒魔女』莎緹拉賦予菜月昴權能「死亡回歸」的本意是不希望菜月昴死去。莎緹拉希望菜月昴不要過度依賴「死亡回歸」，要更加愛惜自己的生命，「死亡回歸」只是選擇之一。莎緹拉希望菜月昴「不要一個人煩惱，和重視自己的人一起努力，和不希望讓你自己死的人，不希望讓你自己犧牲的人，一起去對抗死亡的命運，假如還是沒有辦法的時候，請懷著對『死亡』的畏懼死去。」
魔女的殘香
從昴身上所溢出的「魔女」的氣味，在死亡回歸觸發時濃度會增加，這將隨著死亡次數而累加，不會隨著回歸而回溯，減低濃度的方法只能讓它慢慢在空氣中消逝。擁有讓魔獸產生不明原因的憎惡而攻擊氣味散發者的效果，部分魔獸可以抵禦，但濃度激增時仍會受到影響。

### 器物
龍歷石
呼應左右王國命運的事態刻下文字的預言板。自露格尼卡王國誕生以來，積累了相同的歷史。在露格尼卡王國王城中安放著，是王族與神龍波爾肯尼卡盟約的證明，被授予的祕寶之一。有著正方形石版的外觀，但製成的材質無法被解析。安置的房間除了王族和一部分的職責人士外皆禁止進入。過去露格尼卡因龍歷石的記述而得以將數次災難傷害降到最小，其業績充分被保障。
龍之血
擁有各種傳頌功效的萬聖之物，能夠賜予大地豐饒的祕寶。在親龍王國露格尼卡王城中保存著部份由龍賜予的龍之血，同時也是愛蜜莉雅參加王選的目標。羅茲瓦爾企圖以龍之血復活老師，愛蜜莉雅則企圖以龍之血拯救被冰封的妖精村落。
福音（Gospel）
黑色裝訂外觀的書，能顯現持有人周遭將發生的未來，也只有所有人能解讀。羅茲瓦爾與碧翠絲的福音書為「強欲魔女」艾姬多娜所有「睿智之書」的機能限定版，世上僅有兩本。魔女教徒的福音書則是連次等品都稱不上的劣質版，情報存在太多不足之處，但已是魔女教徒行動指引的根源所在。若遺失或損毀則大罪司教會坐等到下一本福音書送達為止。
睿智之書（Book of Wisdom）
白色裝訂外觀的書，與世界的根源連結，記錄所有人過去的歷史之書，不是未來或者最優的選擇，而僅僅只是事實而已。
為「強欲魔女」艾姬多娜所有，能讀取世界的記憶，甚至能以世界的記憶模擬可能性的未來。它沒有既定的形態，且無論對象是誰與做過什麼，只要那屬於已過去的歷史，那麼它皆能將之讀取，跳過「了解」的過程，讓人直接「理解」的魔性之書。由於情報量過於龐大，普通人即使只看上一眼，大腦亦會被龐大的信息量所燒壞。
「睿智之書」為世人所給予的稱呼，艾姬多娜本人則是將之稱呼為「世界的記憶」。參見：阿卡西記錄。
流星（魔法器）
能讓無法開啟魔法之門的一般人也能使用的魔法道具的總稱，如同流星般從天而降的贈禮。
聖金幣
與市面上流通的金幣不同，以稀少素材「聖金」所製成的貨幣，價值大約是普通金幣的兩倍。

### 地域
露格尼卡王國（Kingdom of Lugnica）
本作的舞台，亦是昴在被召喚後所踏足的國家。王國曾經與龍交換盟約，使國家得以持續繁榮昌盛，並回避戰亂、病魔甚至饑荒等危機，因此又稱作親龍王國（Dragon Kingdom）。現時王族全部因疾病死亡，在國家運作暫由賢者會代理的情況下而舉行王選，希望從中選出新的國王。由於50年前在王國東部發生的大規模內戰「亞人戰爭」，現今除了異端的梅札斯領外，大多對亞人排斥。
王都露格尼卡（Royal Capital Lugnica）
與國名相同的王國首都。本作的故事開始之處。王宮跟賢人會的所在地，國家政治的中樞。王國的五大都市之一。
魯法斯街道（Lifaus Highway）
從王都通往梅札斯領的唯一幹道，橫貫魯法斯平原的道路。從王都到梅札斯領大概需要2天路程。在半路上有著初代賢者數百年前所種植、高聳入天的巨木「富魯蓋爾的大樹（Fleugel's Tree）」。
阿拉姆村（Alam Village）
羅茲瓦爾大宅附近的村落，居民約300人。
樸利斯提拉（Pristella）
位於露格尼卡王國西境的水門都市。地勢低窪，以複雜的水利系統管理都市的水之都。是王國前五大的都市，作為觀光勝地以及貿易重鎮而聞名，亦是謬絲商會的本鎮所在。
普萊迪斯監視塔（Pleiades Watch Tower）
位於露格尼卡王國東部盡頭、位於大瀑布前的沙海之塔，傳說中是「賢者」夏烏拉為了監視被封印的「嫉妒魔女」而建造的居所，而賢者並不信任一般人，所有接近監視塔的人都會被賢者狙殺。
名字原於希臘神話的昴星團七姊妹，第六章中，得知是地下一層、地上五層的六層塔形建築。從下而上分別為： 第六層斯忒洛珀、五層刻萊諾、四層阿爾庫俄涅、三層塔宇革忒、二層厄勒克特拉及一層邁亞。墨洛珀則是零層。
第六章中，得知事實上監視塔另有他用。
奧吉拉沙丘（Augria Sand Dunes）
露格尼卡王國東境的大沙漠，也是「普萊迪斯監視塔」以及封印「嫉妒魔女」的祠堂所在地。受到魔女的瘴氣汙染，成為許多巨大且兇惡的魔獸的溫床。
封魔石之祠（Evil Sealing Stone Shrine）
封印「嫉妒魔女」的祠堂。
艾力歐爾大森林（Elior Forest）
露格尼卡王國北部邊境山脈之上的大森林，通稱為「冰結之森」，愛蜜莉雅的故鄉——妖精村落『庭』的所在地。不受四季氣候影響，異常的終年覆蓋在冰雪之中，被世人認為是精靈所影響而不敢威脅侵犯。由於王國邊境關稅重，有商人會冒險穿越充滿魔獸的艾力歐爾大森林企圖逃避關稅。
神聖佛拉基亞帝國（Volakia Empire）
南方的國家，封閉的軍國主義帝國。國家的格言是「國富兵強」。不問出身只問實力的國家，歡迎有能力的亞人入籍。國內有著劍奴的陋俗。唯一能夠訓練出飛龍騎兵的國家。與露格尼卡之間有領土爭議。
EX5後記作者表示為這個世界「最不想去的國家」第一名，而且作者本人也不想去帝國。不過因為國民是在競爭意識之下培養出來的，國力勝過露格尼卡，如果不是因為『神龍』和作為世界最強的當代『劍聖』早已入侵露格尼卡。
卡拉拉基城邦（Kararagi）
西方的國家，居民有著類似關西腔的口音。由傳說中的商人「荒地合辛（Hoshin）」用金錢創立出來的貿易國家。建築格式和風，並且有著類似生魚片刺身或大阪燒等等日式的食物。
古斯提克聖王國（Holy Kingdom of Gusteko）
北方的國家，氣候寒冷，位於永凍之土中，不歡迎外地人。大多數國民信仰著「古斯提克聖教」的精靈，認為殘酷的環境是精靈給予的試煉，高階聖職人員擁有如同大貴族的地位。貧富差距大，對窮人家來說棄子是常態。艾爾莎的故鄉。
大瀑布（Great Waterfall）
位於在大陸地圖的邊端，世界的四方大地的盡頭，將一切都沖走的水的奔流。除了『神龍』和『怠惰魔女』，目前未有生命踏足大瀑布彼端的紀錄。

### 生物
地龍
有著硬鱗覆蓋的硬質皮膚、需仰視的魁梧身材、如同强大蜥蜴姿態般的騎乘動物，主要用於乘坐與運送物資。具有相當的智慧，就算語言不通也能明白大致上的意思，需要謹慎的對待。能夠本能的感應危險所在。
擁有「避風的加護」，能夠在奔跑的時候不受風的影響和抵抗，且連接著的龍車也會給予影響。
水龍
如同蛇般長的軀體與短小的手足，有著又滑又粘的身體、敏銳的獠牙與鯰魚一樣長的鬍鬚。接近東方龍的形象。與地龍相比，水龍的飼養馴服相當的難，從出生至成龍為止的時間，開始承認主要照顧之人。與地龍相同有相應的加護，難以被水所影響。
飛龍
與地龍和水龍對應，能在空中飛翔的龍族。
龍
至高無上的尊貴存在。
獅虎　另譯：萊卡
卡拉拉基主要的騎乘生物，外觀似犬，能力不輸地龍。
幽牛
數百年前，在地龍尚未存在的年代，被用來騎乘、運輸的生物。
三大魔獸（Three Great Demon Beasts）
暴食魔女以「為了解決糧食問題」為前提所創造出來的魔獸，但為了平衡地位，除了成為糧食的命運外還被賦予了成為狩獵者的能力（其中還包含了維持世界人口的用意），因而成為世界的災害，以世界為狩獵場，危害世界超過400年。
白鯨（White Whale）
身長超過50公尺，象徵「暴食」的巨大魔物，被世人稱為「霧之白鯨」，隨著霧一同出現的天災，所有行商之人的夢魘。暴食魔女以「巨大而有很多肉能讓很多人填飽肚子」為前提創造出來的食物類魔獸。
擁有兩種型態的霧，一種是向四周噴發用以阻礙視線的大範圍霧氣，另一種是能夠將人的「存在」本身從世界上抹殺的小範圍「消失之霧」。感到危機時會分裂成3頭白鯨進行戰鬥，本體迴避戰場或進行治療，其餘2頭分身則用以牽制敵人，分身實力弱於本體。
大兔（Big Rabbit）
並非巨大的兔子，而是本名為「多兔」的魔獸被以訛傳訛而變成了大兔，實際上是嬌小而數量非常多的兔子。暴食魔女以「能自動增殖而永遠不用擔心吃完」為前提創造出來的食物類魔獸。群聚行動且擁有無法填滿的食欲，性格殘暴，會不停的獵殺周圍的生物，在吞食殆盡後就會前往下一個地方尋找餌食，如同蝗蟲般的天災。
單體的強度不高，雖為魔獸群，卻沒有頭目的概念，只要有一隻大兔殘留，就能以不可思議的速度分裂增殖，被認為是三大魔獸中最難被殲滅的。整個族群只有一個共有意識，沒有另外單獨存在個體意識的智慧。在沒有獵物時會互相吞食以存活。
黑蛇（Black Snake）
暴食魔女以「如果人數太多，就殺掉一些」為前提創造出來的毀滅類魔獸。攜帶著疾病，只要碰觸到黑蛇，就會七孔流出黑血枯竭而死，真身不明。被黑蛇盤據過的土地會化為只有魔獸才能生存的土地。唯一無法被魔女教控制的魔獸，真正意義上的天災。

### 其它
魔女教（Witch Cult）
崇拜「嫉妒」魔女的集團，並且否定除了「嫉妒」魔女以外的大罪魔女，400年前魔女現世時的狂信者。行蹤神出鬼沒，潛伏時一切情報都難以查明，故雖然大陸各國皆視之為忌諱但仍無法根除。
由被稱為大罪司教的人所率領的集團，魔女教大罪司教的席次有六席，外號取自於遭「嫉妒」魔女吞噬的其他六名大罪魔女：「怠惰」、「強欲」、「暴食」、「憤怒」、「色慾」、「傲慢」。
大罪司教根據福音書給予的提示而行動，目的是為了復活「嫉妒」魔女。但「嫉妒」魔女本人的意志不直接指引魔女教。同時，目前存活的大罪魔女——「虛飾」魔女潘多拉作為幕後黑手會指示大罪司教以她的意志來行動。
Web版第六章第60話，「暴食」司教之一的「飽食」路伊·阿爾尼普向菜月昴表示大罪司教基本上沒有同伴意識，只不過是都被全世界討厭的人，而魔女教則只是集合這些人的集團；並且所謂的大罪魔女和大罪司教，基本上是一樣的，只是稱呼不同而已，都是被魔女因子選上的存在，只是因為時代和立場的不同，而被冠以不同的稱呼，僅此而已。
亞人（Demi Human）
妖精（elf）、巨人（Giant）、鬼（Oni）、獸人等……與人類近似種族的總稱。因嫉妒魔女與亞人戰爭的緣故，受到大部分人類的歧視。
亞人戰爭（Demi Human War）
爆發於露格尼卡王國全境，長達10年的種族戰爭。遠因是由於「嫉妒」魔女造成嚴重災厄，人類對半妖精為首的亞人種心懷憎恨與畏懼。時日一久，內心的扭曲變成歧視。直至50年前，某亞人族村落與人類間偶然發生小衝突。原本預期可以順利和解的會談中，王都的使者卻與亞人村落的族長全數遭到殺害，在兇手遍尋不著之際，雙方皆將矛頭指向對方，戰爭就這樣持續了10年。後期由於當代劍聖參戰，令亞人族接連損失數位領導級人物而迅速崩潰，才在雙方領導談和後，結束了長達10年的戰爭。
戰爭期間，露格尼卡王國因嚴重內耗導致國力虛弱。但相鄰三國卻皆因國內也各有狀況，而無暇對露格尼卡王國出手，使露格尼卡王國幸運免於被他國趁亂併吞的命運。即使戰爭已結束多年，但傷痕與歧見仍根深蒂固，這也令露格尼卡王國成為現今所有王國中歧視亞人最為嚴重的國家。
聖域（Sanctuary）
「強欲魔女」艾姬多娜所創造的實驗場，位於梅札斯領地內，由歷代梅札斯家當主繼承管理。經過數百年，發展成生活著許多人類與亞人混血後代的聚落，為王國境內少數不存在亞人歧視的居住地。存在著能夠檢測通過之人血脈的聖域結界（Sanctuary Barrier），只要檢測到人類與亞人的混血便會產生反應，但混血比例過低者不受影響。

## 创作
2000年代，轻小说系列《零之使魔》在日本成为了爆红的异世界作品，吸引了不少人创作异世界类型的网络小说和轻小说 ，并令网站成为小说家吧更广为人知。到了2000年代后期，成为小说家吧上涌现了大量《零之使魔》的同人小说。长月达平最初以“鼠色猫”为笔名，在成为小说家吧上撰写《零之使魔》的同人小说，然后开始撰写异世界类型的原创网络小说系列。本作《Re:从零开始的异世界生活》是长月达平的首部异世界原创作品，也是长月达平的代表作，于2012年开始连载。
MF文库J的系列编辑池本昌仁在2013年4月首次意识到这部小说，当时在他的Twitter回复上有许多人讨论这部作品并表达对它的喜爱。他立即被该作品“死亡回归”的设定所打动，并认为这是一部“令人沮丧，却又令人惊讶的奇幻小说”，并开始与长月合作，将该系列改编成轻小说。大多数轻小说的长度在250页左右，但长月为第一本小说提交了超过1000页的手稿，迫使池本将其大量编辑。长月最初想更多地阐述世界观和设定，但池本认为在前几卷中没有必要，应该把注意力集中在让观众关注角色本身。最终，聚焦于世界观和背景的部分被推迟到该系列的第三章。

角色菜月昴和爱蜜莉雅的早期概念艺术

在参与《Re:从零开始的异世界生活》创作之前，插画师大冢真一郎从事电子游戏插画工作，这使他在为该系列作品绘制插画时首先绘制背景。在阅读了网络小说后，他向池本提交了一些主要人物的设计。菜月昴最初的设计使他看起来像个少年犯罪，大冢也描述称其“根本不像十几岁人的脸”，导致池元要求让这个角色“更友好，不那么凶恶”，以便观众在情感场景中能与他产生共鸣。最初，爱蜜莉雅的角色设计显得极为朴素，因此大冢增加了一些特征，使她更加有趣。池元明确表示，她必须符合“典型女主角”的风格。雷姆和拉姆与初稿相比也发生了重大变化：她们最初的设计缺乏有特色的发形，女仆制服更长，更“传统”。

## 媒体

### 网络小说
《Re:从零开始的异世界生活》网络小说最初是由长月达平（以“鼠色猫”为笔名）自2012年4月20日起在用户生成内容网站成为小说家吧上连载。截至2021年2月13日，已连载完六章，第七章正在连载。截止2021年8月13日，网络小说共有527部分。截止2023年2月19日，已連載完七章。

### 轻小说
在网络小说开始连载后，KADOKAWA将该系列整理出版。轻小说由大冢真一郎绘制插图，于2014年1月24日在旗下MF文库J出版。截至2025年6月25日，已经出版了41卷，以及6本外传和11本短篇小说集。英文版由Yen Press出版，其于2015年12月2日透過Twitter宣布获得授权。繁体中文版由青文出版社发行及出版。简体中文版则由天闻角川发行，台海出版社出版第1-2卷、云南美术出版社出版第3-7卷、中国电影出版社出版第8-9卷、四川美术出版社出版第10-11卷、花城出版社出版第12-15卷和第18-25卷、广东旅游出版社出版第16-17卷。

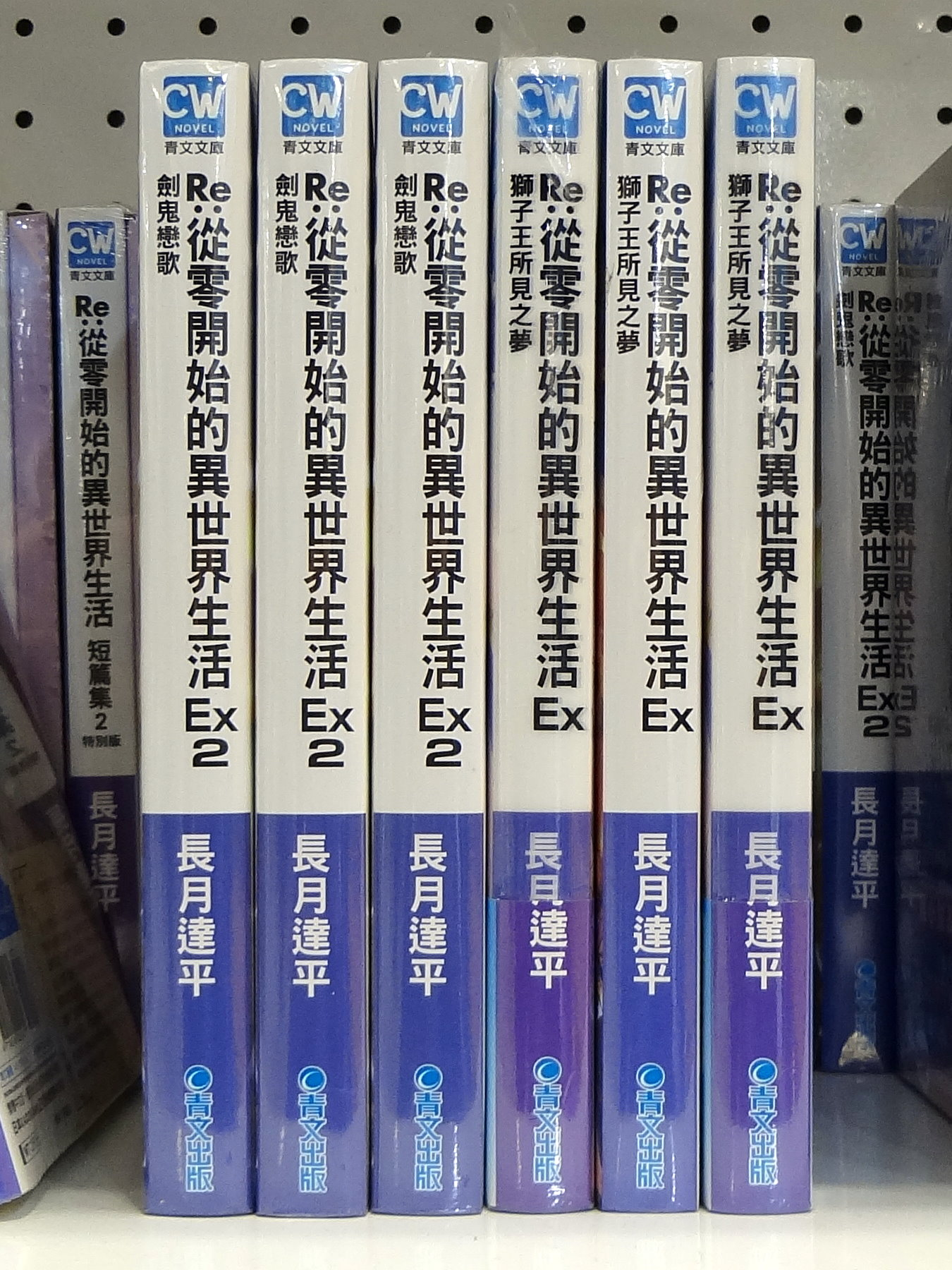
中文版外传第一、二部书脊

2015年至2019年，“Ex”系列外传出版，共四部，分别为《Re：从零开始的异世界生活Ex 狮子王所见之梦》（2015年6月）、《Re：从零开始的异世界生活Ex2 剑鬼恋歌》（2015年12月）、《Re：从零开始的异世界生活Ex3 剑鬼恋谭》（2018年）和《Re：从零开始的异世界生活Ex4 最优纪行》（2019年）。Yen Press也获得了该外传的授权。2017年至2020年，四部外传的繁体中文版由青文出版社出版。

### 漫画版
第一部漫画《Re:从零开始的异世界生活 第一章 王都的一日篇》，由Matsuse Daichi（マツセダイチ）改编，于2014年6月27日在KADOKAWA的青年漫画杂志《月刊Comic Alive》2014年8月号开始连载，连载至2015年2月27日发售的2015年4月号。最后一卷于2015年3月23日出版。2015年12月2日，Yen Press宣布他们已经获得了该系列漫画的授权，繁体中文版由尖端出版在台湾出版。
第二部漫画《Re:从零开始的异世界生活 第二章 宅邸的一周篇》，由楓月誠改编，于2014年10月25日在史克威尔艾尼克斯的青年漫画杂志《月刊BIG GANGAN》2014年12月号开始连载，连载至2016年12月24日发售的2017年1月号，2017年1月25日发售的2017年2月号刊登特别篇，5月号（4月25日发售）至11月号（10月25日发售）连载短篇系列。Yen Press和尖端出版也出版了第二部漫画。
第三部漫画《Re:从零开始的异世界生活 第三章 Truth of Zero》，由Matsuse Daichi（マツセダイチ）改编，于2015年5月27日在《月刊Comic Alive》2015年7月号开始连载，连载至2019年9月27日发售的2019年11月号。Yen Press和尖端出版也出版了第三部漫画。
第四部漫画《Re:从零开始的异世界生活 第四章 圣域与强欲的魔女》，由花鸡春野（花鶏ハルノ）作画，于2019年9月27日在《月刊Comic Alive》2019年11月号开始连载，目前正在连载中。
一本名为《Re:从零开始的异世界生活 官方漫画选集》的漫画选集于2016年6月23日由KADOKAWA出版。第二本选集于2017年9月23日出版。

### 电视动画
KADOKAWA于2015年7月宣布将本作改编为电视动画。该动画由渡边政治执导，横谷昌宏编剧，动画由WHITE FOX制作。坂井久太同时担任角色设计和总作画监督。音乐由末广健一郎创作。峰岸健太郎担任摄影监督，高峯義人担任美术监督。明田川仁负责该动画的音响监督，音效由古谷友二制作。其他制作人员包括须藤瞳（剪辑），轻部優（3DCG导演），金城沙绫（美术设定），坂本和泉（色彩设计），以及铃木典孝和岩畑刚一（道具设计）。
第一季动画共25集，于2016年4月4日在东京电视台、大阪电视台、爱知电视台和AT-X播出，由Crunchyroll在流媒体平台同步播出。每集时长一般为24分25秒，第一集时长为49分10秒，第14集和第18集时长为25分45秒，最后一集时长为27分10秒。
2016年4月8日起，AT-X在本篇播映结束后播出短篇动画《Re:从零开始的休息时间》，由STUDIO puYUKAI制作，内容旨在补充电视动画未提及的故事和设定，以Q版角色为主题，共11集。《Re:从零开始的休息时间》播出结束后，2016年6月24日起，《Re:从小剧场开始的异世界生活》取而代之，该短篇动画是与本篇无关的番外动画，共14集。两部短篇动画的导演、剧本和演出均由芦名稔（芦名みのる）担任。为配合电视动画本篇第二季的播出，2020年7月10日起，每周五《Re:从零开始的休息时间 2nd season》在角川动画的YouTube频道播放。本篇第二季后半段开始播出后，AT-X也在各话播出结束后播出《Re:从零开始的休息时间 2nd season》。
2017年9月10日，在 “MF文庫J 夏之学園祭2017”（MF文庫J 夏の学園祭2017）活动中宣布了制作原创视频动画（OVA）的消息。制作人员基本保持不变。第一部OVA名为《Re:從零開始的異世界生活 Memory Snow》，于2018年10月6日在日本上映，由角川映画发行，票房收入为3.7亿日元:40。第二部OVA名为《Re:從零開始的異世界生活 冰結之絆》，改编自前传小说《Re:從零開始的前日譚 冰結之絆》，该小说是电视动画蓝光&DVD第1卷的初回生产特典小说。OVA于2019年11月8日在日本上映，票房收入约为2.9亿日元:59。
2019年3月23日，官方宣布第二季正在制作中。制作人员基本保持不变。该季原定于2020年4月首播，但由于2019冠状病毒病疫情造成的影响而被推迟到2020年7月。在第二季最初的首播日期到来之前，第一季的“新编辑版”于2020年1月1日在AT-X、TOKYO MX等其它频道首播，新编辑版透過每集约一小时的剧集回顾了第一季的内容，其中加入新的镜头。OVA《Memory Snow》也在新编辑版的第5和第6集之间播出。
第二季采用分播形式，前半季从2020年7月8日至9月30日播出，后半季从2021年1月6日至3月24日播出。每集没有标准长度，时间从24分钟到30分钟不等。
第三季分两部分播出，前半部分袭击篇于2024年10月至11月播放，后半部分反击篇于2025年2月至3月播放。第三季播完後，宣布製作第四季，預定於2026年播出。

### 电子游戏
Re:從零開始的異世界生活 -DEATH OR KISS-
2016年8月，游戏开发商5pb.宣布，他们正在开发一部基于该系列的视觉小说。游戏剧情发生在5位候选人都到齐，但王选还没正式开始时，菜月昴接触到了一个神秘宝具，中上了会导致死亡的诅咒，而解除这个诅咒的条件是“KISS”。玩家可在以选择爱蜜莉雅、雷姆、拉姆、菲鲁特、碧翠丝、库珥修、普莉希拉或安娜塔西亚为主角的路线。DLC允许预购游戏的玩家将角色的服装替换成泳装。开场主题曲《yell !～从嘴唇开始的魔法 ~》，由铃木木乃美演唱，而结局主题曲《很·很·很喜欢》，由水濑祈和村川梨衣演唱。《Fami通》为游戏打出30/40分。
在日本，该游戏原计划于2017年3月23日在PlayStation 4和PlayStation Vita上发布，但由于某些情况推迟到2017年3月30日。该游戏的限量版附带一张原声CD和一个拉姆（PS4版）或雷姆（PSVita版）的Q版图。
用VR跟與愛蜜莉雅一起生活在異世界／用VR跟與雷姆一起生活在異世界
2017年5月26日，一款允许用户与角色雷姆互动的虚拟现实应用在iOS和安卓平台发布。2017年6月6日发布了以爱蜜莉雅为主角的版本。该游戏后来被移植到PC和PlayStation VR上。
Re:從零開始的異世界生活-INFINITY
一款由天津天象互动科技有限公司制作，WHITE FOX授权的角色扮演手机游戏，的于2020年1月14日在中国大陆发布，12月2日紅心網路代理的繁体中文版发布。遊戲類型為指揮戰鬥角色扮演遊戲。基本玩法免費，物品收費系統。
Re:從零開始的異世界生活 虛假的王選候補
一款由Chime开发，Spike Chunsoft发行的战术冒险游戏，于2021年1月28日在PlayStation 4、PC和Nintendo Switch上发布。剧情发生因不该存在的第六位国王候补人选的出现，让爱蜜莉雅参选资格的真伪受到怀疑。
Re:從零開始的異世界生活 禁書與謎之精靈
一款DMM GAMES开发的网页游戏，于2021年7月14日在日本发布。游戏剧情为原创，由原作者长月达平监修，原作插画大冢真一郎负责新角色的设计和插图，主题曲《Crossroads》由铃木木乃美演唱。
Re:從零開始的異世界生活 Lost in Memories
一款由SEGA公司開發的一款遊戲，於2020年9月9日上線。根據小說系列《Re:從零開始的異世界生活》，它是該系列中的第一款官方手機遊戲。本作屬於ADV-RPG類型，由原作者長月達平親自監修，玩家將能夠重新體驗原作劇情，並探索各種假設性的故事發展。
Re:從零開始的異世界生活 Witch's Re:surrection
一款由 ELEMENTAL CRAFT 開發的手機遊戲，是為紀念《Re：從零開始的異世界生活》10 週年而推出的全新 3D 角色扮演遊戲，於 2024年8月26日上線。該遊戲將在 Android 和 iOS 平台上推出，並且由作者長月達平撰寫原創故事，以「魔女復活」為主題。

### 其它媒体
KADOKAWA于2016年10月24日出版了一本272页的该系列前第三章和短篇的设定集，名为《Re:从零开始的异世界生活 Re:zeropedia》，与小说的第10卷一起出版。Comic Market上出售了一本官方同人志，由ponkan⑧、中岛有华和TakayaKi创作。2016年12月21日，与异世界轻小说系列《為美好的世界獻上祝福！》合作出版小说《Re:从零开始的美好生活》，该小说对每个系列的作者和插画家以及各自动画改编中的主要声优进行了采访。2016年12月31日出版《Re:从零开始的异世界生活 视觉评述》，其中包括角色和各话的解说，以及animate Times对声优和工作人员的访谈系列《Re:从零开始的取材生活》。

## 迴響
根据日本轻小说新闻网站ln-news.com的数据，截至2016年6月，该系列作品的销量为100万册。截至2016年9月超过200万册，截至2017年5月超过310万册。截至2019年11月，销售数量约为460万册。截至2020年3月，销量突破700万册。
在2015年11月至2016年5月期间，该轻小说系列是日本第十名最畅销的轻小说系列，共售出263,357册。在此期间，第一卷和第二卷是第35名和第48名最畅销的轻小说卷，分别售出49,194册和41,617册。该系列是2016年第四最畅销的系列，在2015年11月和2016年11月之间售出了1,007,381册。它的前三卷是2016年第14名、第21名和第30名畅销卷，分别售出155,363、127,970和110,574份。2017年，该系列是第三畅销系列，售出925,671册。在2016年11月至2017年5月期间，其第1、10、11和12卷的销量分别排在第19名（60,135册）、第25名（56,001册）、第7名（101,480册）和第12名（79,431册）。
该系列是2016年家庭视频上销量排行第21名的动画系列，售出约68,791套BD和DVD。2018年发行的OVA《Memory Snow》共售出10429张BD和DVD
。
动画新闻网的塞隆·马丁（Theron Martin）评论了第一卷小说，称赞这本书对异世界的概念在某种程度上有所创新，但批评其对话时间过长、尴尬、冗余，写作风格过于随意。
2015年，《這本Web小說真厲害！》導覽書票選為第二名。2017年，《這本輕小說真厲害！》导览书票選為第二名。
2016年9月，该作动画版（第一季）成为B站首个播放量过亿的动漫作品。

## 商業合作

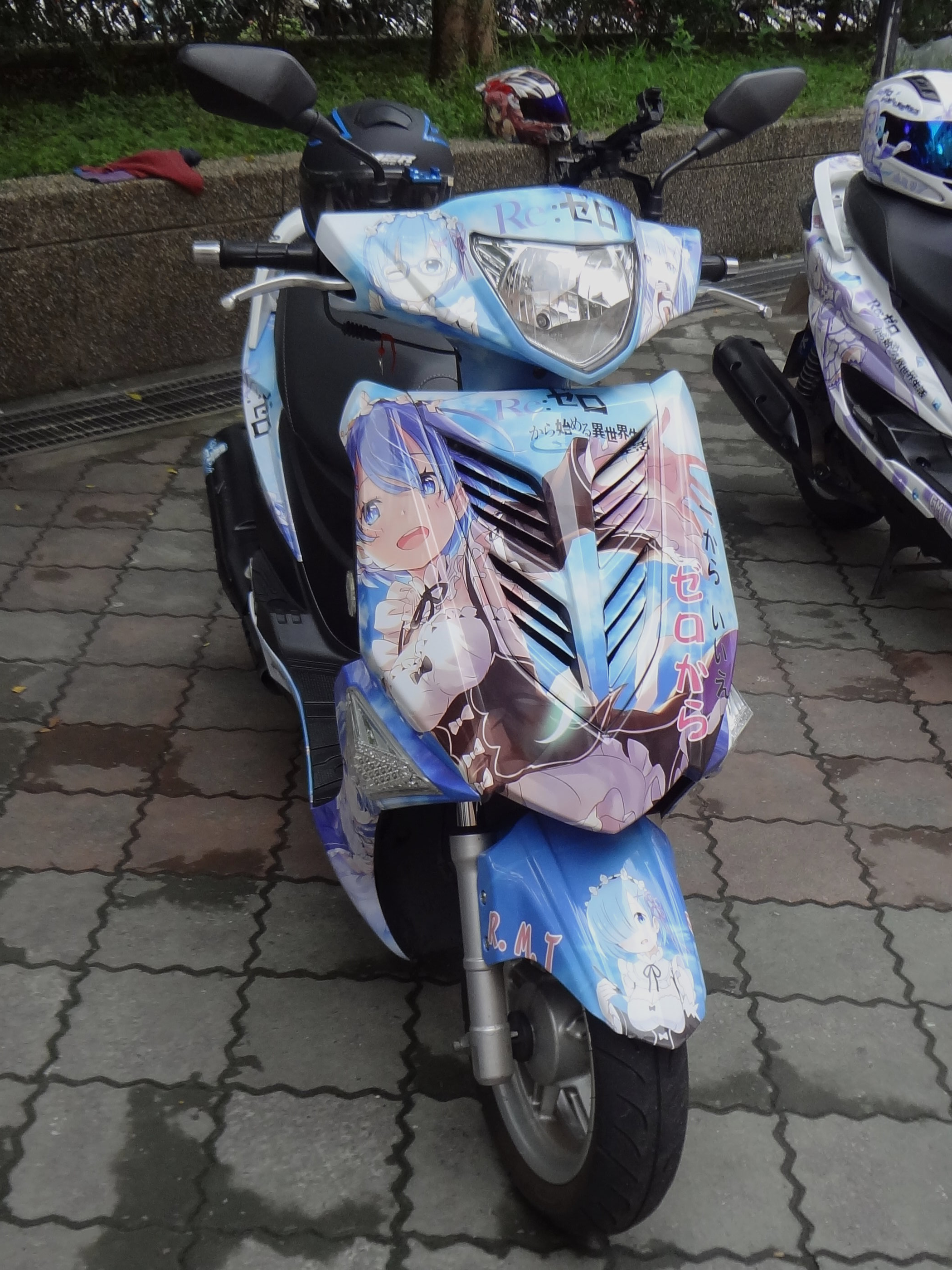
第44屆台灣同人誌販售會，光陽工業推出的《Re:從零開始的異世界生活》雷姆摩托车

2016年6月，《Re:Zero》同时与GOGO咖喱集团、卡拉OK店PASELA和治愈女仆咖啡厅合作，活动期间在Go!Go!咖喱秋叶原分店购买咖喱赠送绘有《Re:Zero》合作插画的透明文件夹，在PASELA订购合作菜单赠送限定杯垫，治愈女仆咖啡厅推出以爱蜜莉雅、雷姆和拉姆为原型的食物。同年11月，甜点自助餐连锁店SWEETS PARADICE与《Re:Zero》合作，提供以菜月昴、爱蜜莉雅、雷姆和拉姆为原型的原创菜单，出售“爱蜜莉雅·雷姆·拉姆”原创蛋糕。
游戏方面，2016年6月，《幻想神域  -Cross to Fate-》与《Re:Zero》合作推出角色“爱蜜莉雅”。同年八月，《乖離性百萬亞瑟王》推出与《Re:Zero》合作的扭蛋和新骑士卡。其它合作对象还包括《神聖之門》、《新楓之谷》、《白貓Project》、《新瑪奇mabinogi》、《超異域公主連結 Re:Dive》和《Crash Fever》等。

## 備註
1. 日文版封面上出现的英文标题
2. 英文版名称
3. ↑  主要為動畫第1季、新編輯版；第二季開頭為第三章尾聲
4. ↑  由昴取得「強欲」魔女因子的過程看來，直接與打倒擁有魔女因子的大罪司教相關的人並不一定就會得到魔女因子。
5. ↑  網路版使用字彙為「魔法器」，文庫版使用字彙為「流星」
6. ↑  此處日文所使用的漢字為，而不是
7. ↑  《白箱》角色原案、《果然我的青春戀愛喜劇搞錯了。》插画
8. ↑  《平凡职业造就世界最强》、《繼母的拖油瓶是我的前女友》小说插图、动画人物原案

## 外部連結
- 官方网站（日語）（页面存档备份，存于）
- 官方网络小说网站，出自成为小说家吧 （日語）
- 官方动画网站 （日語）（页面存档备份，存于）
- 官方漫画网站，出自GANGAN ONLINE （日語）（页面存档备份，存于）
- 官方首部游戏网站，出自5pb. （日語）（页面存档备份，存于）
- Re:Zero在動畫新聞網百科全書中的資料（英文）（页面存档备份，存于）